# Aegon International 2009
Aegon International 2009 — чоловічий і жіночий тенісний турнір, що проходив на відкритих кортах з трав'яним покриттям. Це був 35-й за ліком турнір серед жінок і 1-й серед чоловіків. Належав до серії a WTA Premier tournament в рамках Туру WTA 2009, а також до серії ATP 250 у рамках Туру ATP 2009. Проходив у Devonshire Park Lawn Tennis Club в Істборні (Англія) й тривав з 13 до 20 червня 2009 року.

## Учасники

### Сіяні учасники
| Спортсмен             | Країна        | Рейтинг* | Сіяний |
| --------------------- | ------------- | -------- | ------ |
| Ігор Андрєєв          | Росія         | 26       | 1      |
| Дмитро Турсунов       | Росія         | 27       | 2      |
| Поль-Анрі Матьє       | Франція       | 37       | 3      |
| Фабріс Санторо        | Франція       | 38       | 4      |
| Михайло Южний         | Росія         | 44       | 5      |
| Сем Кверрі            | United States | 46       | 6      |
| Андреас Сеппі         | Italy         | 48       | 7      |
| Гільєрмо Гарсія-Лопес | Spain         | 52       | 8      |

- Рейтинг подано станом на 8 червня 2009.

### Інші учасники
Нижче наведено учасників, які отримали вайлд-кард на участь в основній сітці:
- Joshua Goodall
- James Ward
- Колін Флемінг

Гравці, що пробились в основну сітку через стадію кваліфікації:
- Тацума Іто
- Алекс Богдановіч
- Френк Данцевич
- Брайден Клейн

## Учасниці

### Сіяні учасниці
| Спортсменка        | Країна   | Рейтинг* | Сіяна |
| ------------------ | -------- | -------- | ----- |
| Олена Дементьєва   | Росія    | 4        | 1     |
| Світлана Кузнецова | Росія    | 5        | 2     |
| Єлена Янкович      | Сербія   | 6        | 3     |
| Віра Звонарьова    | Росія    | 7        | 4     |
| Вікторія Азаренко  | Білорусь | 8        | 5     |
| Каролін Возняцкі   | Данія    | 9        | 6     |
| Надія Петрова      | Росія    | 10       | 7     |
| Агнешка Радванська | Poland   | 11       | 8     |

- Рейтинг подано станом на 8 червня 2009.

### Інші учасниці
Нижче наведено учасниць, які отримали вайлд-кард на участь в основній сітці:
- Світлана Кузнецова
- Енн Кеотавонг
- Олена Балтача

Гравчині, що пробились в основну сітку через стадію кваліфікації:
- Катерина Макарова
- Віра Душевіна
- Ярміла Грот
- Уршуля Радванська

## Фінальна частина

### Чоловіки. Одиночний розряд
Дмитро Турсунов —  Френк Данцевич, 6–3, 7–6(5)
- Для Турсунова це був перший титул за сезон і 6-й — за кар'єру.

### Одиночний розряд. Жінки
Каролін Возняцкі  —  Віржіні Раззано, 7–6(5), 7–5
- Для Возняцкі це був другий титул за сезон і 5-й — за кар'єру.

### Парний розряд. Чоловіки
Маріуш Фирстенберг /  Марцін Матковський —  Тревіс Перротт /  Філіп Полашек, 6–4, 6–4

### Парний розряд. Жінки
Акгуль Аманмурадова /  Ай Суґіяма —  Саманта Стосур /  Ренне Стаббс, 6–4, 6–3